# Norges Døveforbund
Der Norges Døveforbund (NDF, sinngemäß deutsch Norwegischer Gehörlosenbund) ist der Dachverband der Gehörlosenvereine in Norwegen. Der Sitz des Verbandes ist Oslo. Der Norwegische Gehörlosenbund wurde 1918 in Trondheim gegründet. Vereinsvorsitzende ist Hanne Berge Kvitvær.
Der Verband hat 2300 Mitglieder und 7 Beschäftigte.
Der Verband ist Mitglied des Weltverbands der Gehörlosen (WFD) und seit 1995 Mitglied der European Union of the Deaf. Die offizielle Sprache des Bunds ist die Norsk tegnspråk. 

## Offizielle Website
- Offizielle Website